# 愛賀あいり
愛賀 あいり（あいが あいり、1977年6月7日 - ）は、日本の元女優。本名および旧芸名は外塚 環（とづか たまき）。茨城県出身。

## 来歴・人物
- 出身高校は日本橋女学館高等学校[1]。
- 現役時代は東映俳優センターに所属していた[1]。

## 出演作品
テレビドラマ
- 小京都ミステリー 第3回（NTV, 1991年4月16日）- 柏木 尚子（中学時代）役
- 特捜ロボ・ジャンパーソン 第35話（ANB, 1993年9月26日）- トコ 役
- 受験戦争殺人時代（ANB, 1994年3月5日）
- アリよさらば（TBS, 1994年4月15日 - 7月1日）- 斉藤 喜美子 役
- 新任判事補 第1回（NTV, 1994年10月25日）
- そして誰もいなくなる（ANB, 1994年10月29日）- 生徒 役
- 交通刑務所・刑務官 第1回（TBS, 1995年5月29日）
- 腕まくり看護婦物語４ー慕情編ー（CX, 1995年9月8日）
- 当番弁護士 第1回（NTV, 1995年10月17日）
- 交通刑務所・刑務官 第2回（TBS, 1996年3月18日）
- おふくろからありがとう（CX, 1997年5月30日）

映画
- スーパー戦隊ワールド（監督: 渡辺勝也, 1994年8月6日公開）- ユカ 役